# Gösta Lundquist
Gösta Lundquist (Göteborg, 15 agosto 1892 – Göteborg, 10 ottobre 1944) è stato un velista svedese.

## Palmarès

### Olimpiadi
- 1 medaglia:
  - 1 oro (Anversa 1920 nello Skerry Cruiser 30 m²)